# Station Toruń Podgórz
Station Toruń Podgórz is een spoorwegstation in de Poolse plaats Toruń.